# アクセル・クリヒエール
アクセル・クリヒエール （Axel Krygier、1969年 - ）は、アルゼンチンのミュージシャン。マルチプレーヤー、作曲家。ブエノスアイレス出身。クンビア、タンゴ、フォルクローレ、レゲエ、ダブ、東欧ジプシー、デザート・ブルース、1950s風ロックンロールなどの要素を取り入れた楽曲を製作している。フアナ・モリーナ、アレハンドロ・フラノフ、フェルナンド・カブサッキ、サンティアゴ・バスケスら等と合わせ、実験音楽的なエレクトロニカ・ムーヴメント「アルゼンチン音響派」の一人。アルゼンチンの髭男爵。

## 経歴
最初に演奏した楽器はリコーダー。ピンクージョと呼ばれる中南米の縦笛を学ぶ。6歳から15歳まで音楽学校で専門教育を受ける。10年ほどフルートを勉強し、クラシック・ピアノも学ぶ。13歳でフルート奏者としての活動を開始し、15歳でアヴァンポップバンド「インストルクシオン・シビカ」に参加。インストルクシオン・シビカにはケビン・ヨハンセンやフェルナンド・サマレアなどが在籍していた。1990年代前半にはバンド「ラ・ポルトゥアリア」サックスを担当。
18歳でソロのマルチプレーヤー兼作曲家となり、ソロ1stアルバムEchale semilla! （種を蒔け!）を発表。ヨーロッパ諸国で高い評価を得、その後数年間はスペインを活動拠点とした。映画・演劇・ダンス・テレビ用の音楽も製作した。
2003年には前衛バレエ作品のサウンドトラックとして2ndSecreto y Malibú（セクレトとマリブー）を発表。1stアルバムや2ndアルバムではキーボード、ギター、トランペット、サックス、パーカッション、ベース、アコーディオン、チェレステ等の楽器を一人で演奏している。
2003年にはジャズ・インプロ系バンド「セクステト・イレアル」を結成。サマレア、クリスティアン・バッソ、マヌエル・シェラーなどとともに2007年まで活動した。
2005年には3rd『つぐみ』を発表。ヨハンセン、サマレア、アレハンドロ・フラノフ、ガピー・ケルペル、シェラー、バッソなどアルゼンチンの前衛ポップシーンのミュージシャンが多数参加した。
2009年には4th『ペセブレ』を発表。
2015年には5thHombre de Piedraを発表。

## 影響
両親がファンだったザ・ビートルズ、ローリー・アンダーソン、トーキング・ヘッズ、フランク・ザッパ、トム・ウェイツ、ザ・プレジデンツ、ボリス・ヴィアン、セルジュ・ゲンズブール、エール、リタ・ミツコ、ムラトゥ・アスタトゥケ、坂本龍一、エルメート・パスコアールなどに影響を受けた。日本音楽で好きなのは龍一以外にテイ・トウワ、コーネリアス、パスカルズなど。

## ディスコグラフィー
- Echale semilla! 種を蒔け!
- 2003 Secreto y Malibú セクレトとマリブー
- 2005 Zorzal つぐみ
- 2009 Pesebre ペセブレ
- 2015 Hombre de Piedra